# Реже Каштнер
Реже Кастнер (мађ. Rezső Kasztner; 1906 – 15. март 1957), познат и као Рудолф Израел Кастнер (хебр. ישראל רודולף קסטנר) био је мађарско-израелски новинар и адвокат који је постао познат по томе што је помогао групи Јевреја да побегну из окупиране Европе током Холокауста, возом који је касније постао познат као Кастнеров воз. После Другог светског рата оптужен је да већину мађарских Јевреја није обавестио о стварности која их је чекала у Аушвицу. Убијен је 1957. године, пошто га је израелски суд оптужио да је „продао душу ђаволу“, оптужбу коју је Врховни суд Израела укинуо 1958. године.
Кастнер је био један од вођа Будимпештанског одбора за помоћ и спасавање (Va'adat Ezrah Vehatzalah, или Ваада), који је током Другог светског рата кријумчарио јеврејске избеглице у Мађарску. Када су нацисти извршили инвазију на Мађарску у марту 1944, помагао је избеглицама да побегну. Између маја и јула 1944. мађарски Јевреји су депортовани у гасне коморе у Аушвицу брзином од 12.000 људи дневно. Кастнер је преговарао са Адолфом Ајхманом, високим официром СС-а и једним од главних организатора Холокауста, да се дозволи да 1.684 Јевреја отпутује уместо тога у Швајцарску, у замену за новац, злато и дијаманте, у ономе што је постало познато као Кастнеров воз.
Кастнер се након рата преселио у Израел, где је 1952. постао портпарол Министарства трговине и индустрије. Године 1953. оптужен је да је био нацистички сарадник у памфлету који је самостално објавио слободни новинар Малхијел Гринвалд. Оптужбе су проистекле из Кастнеровог односа са Ајхманом и другим официром СС-а, Куртом Бехером, као и из његових позитивних карактерних препорука за Бехера и још двојицу официра СС-а после рата, чиме је Бехеру омогућено да избегне суђење за ратне злочине. Израелска влада је у Кастнерово име тужила Гринвалда за клевету, што је резултирало суђењем које је трајало 18 месеци, и пресудом из 1955. године у којој је судија Бенјамин Халеви изјавио да је Кастнер „продао душу ђаволу“. Спасавањем Јевреја у Кастнеровом возу, а не упозоравајући друге да је њихово „пресељавање“ заправо значило депортацију у гасне коморе, Кастнер је жртвовао већину јеврејског народа ради одабране мањине, рекао је судија.
Пресуда је изазвала пад израелске владе. Кастнер је поднео оставку на владину функцију и повукао се из јавног живота, говорећи новинарима да живи у усамљености „црњој од ноћи, мрачнијој од пакла“. Његова супруга је пала у депресију која ју је приковала за кревет, док су школски другови његове ћерке на улици бацали камење на њу. Кастнер је 3. марта 1957. године упуцан од стране Зева Екштајна, члана тројке из групе ветерана преддржавне милиције Лехи, коју су предводили Јосеф Менкес и Јаков Херути, а од последица рањавања преминуо је 12 дана касније. Врховни суд Израела је у јануару 1958. године укинуо две оптужбе против Кастнера, одлуком 4 према 1, закључивши да је настојао да испреговара ослобађање што већег броја људи и да је поступао полазећи од претпоставке да би више штете него користи проузроковало ако би Јеврејима који су ишли за Аушвиц открио масовна убиства која су се тамо дешавала. Међутим, Врховни суд је једногласно потврдио оптужбу која се односила на Кастнерову послератну помоћ официру СС-а Курту Бехеру.